# El Nasr Automotive Manufacturing Company
Pour les articles homonymes, voir Nasr.
El Nasr Automotive Manufacturing Company, ou simplement Nasr (en arabe : النصر) était un constructeur automobile égyptien. La société était installée, depuis sa création en 1960, à Helwan. Elle a cessé son activité en 2009.
Depuis 1962, à la suite d'un accord de coopération avec le géant italien Fiat Auto S.p.A., Nasr a fabriqué sous licence les Fiat 1100-103, Fiat 1300/1500, Fiat 128, Fiat 125 et Seat 133.
En 1991, un nouvel accord a permis à Nasr de fabriquer et assembler dans ses usines des modèles Fiat à partir de licences accordées à d'autres unités liées à Fiat comme Tofaş, filiale turque de Fiat Auto.
Depuis 2000 Nasr assemble également la Yugo Florida sous licence du constructeur serbe Zastava, lui-même dépendant de Fiat Auto.

## Histoire
La société El Nasr fut créée après la disparition de la société Ramses Automobiles, compagnie d'État, dont l'existence fut très courte, en raison du choix des modèles fabriqués aux lignes dépassées et aux caractéristiques obsolètes. Nasr s'était fixé comme objectif de fabriquer des voitures confortables de gamme moyenne pour satisfaire à la demande d'une couche aisée de la population égyptienne.
La direction de la nouvelle entreprise décida de trouver une aide auprès de constructeurs étrangers et de construire des véhicules sous licence. Cette décision était surtout justifiée par l'obligation de disposer de l'ingénierie de conception et de fabrication.
Après des nombreux contacts et une étude de marché, le choix se porta sur les modèles de la gamme du géant italien Fiat, qui avait déjà cédé des licences pour ses modèles Fiat 125P à FSO-Fiat-Polski en Pologne et à Zastava en Yougoslavie.
La coopération technique et financière avec Fiat Auto S.p.A. se révéla très fructueuse pour l'Égypte et Nasr pu rapidement envisager une forte croissance de sa production de voitures et étendre ses activités dans le domaine des véhicules commerciaux, les machines agricoles et même les camions.
Après avoir fabriqué bon nombre de modèles Fiat comme les Fiat 1100 et Fiat 1300/1500, El Nasr présenta la voiture qui allait devenir, en Égypte aussi, un véritable best-seller, la Fiat 128 GLS, ce modèle sera fabriqué au début à partir d'éléments en provenance de Fiat Italie puis de Zastava en ex Yougoslavie. Resté au catalogue pendant presque 40 ans, ce modèle n'a pas subi de changements alors que sa conception remonte à la fin des années 1960, il a été présenté au salon de Genève 1969.
El Nasr a poursuivi la fabrication de nombreux autres modèles Fiat comme les Fiat Regata et Fiat 131, puis s'orienta vers des sous-licences en provenance de Fiat-Tofaş, les dérivés des anciennes Fiat 131, les Tofaş Şahin et Dogan.
Au début du XXIe siècle, El Nasr conclut une extension de ses relations avec Zastava qui lui permet de fabriquer la Nasr Florida.
Avec l'ouverture du marché égyptien aux importations, El Nars comme beaucoup d'autres constructeurs locaux a cessé son activité d'assemblage en 2009.

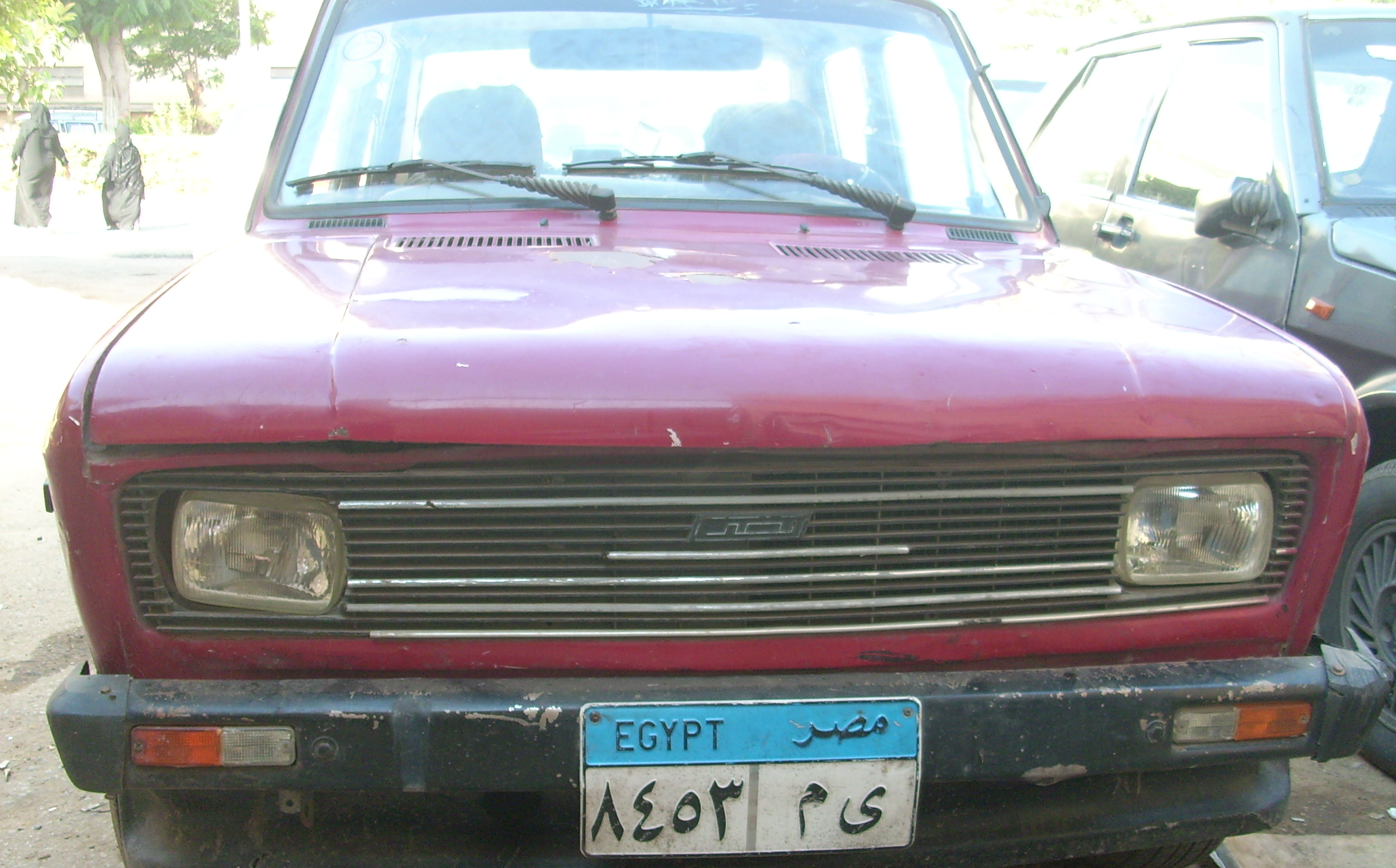
Une Fiat Nasr 128 GLS Égyptienne

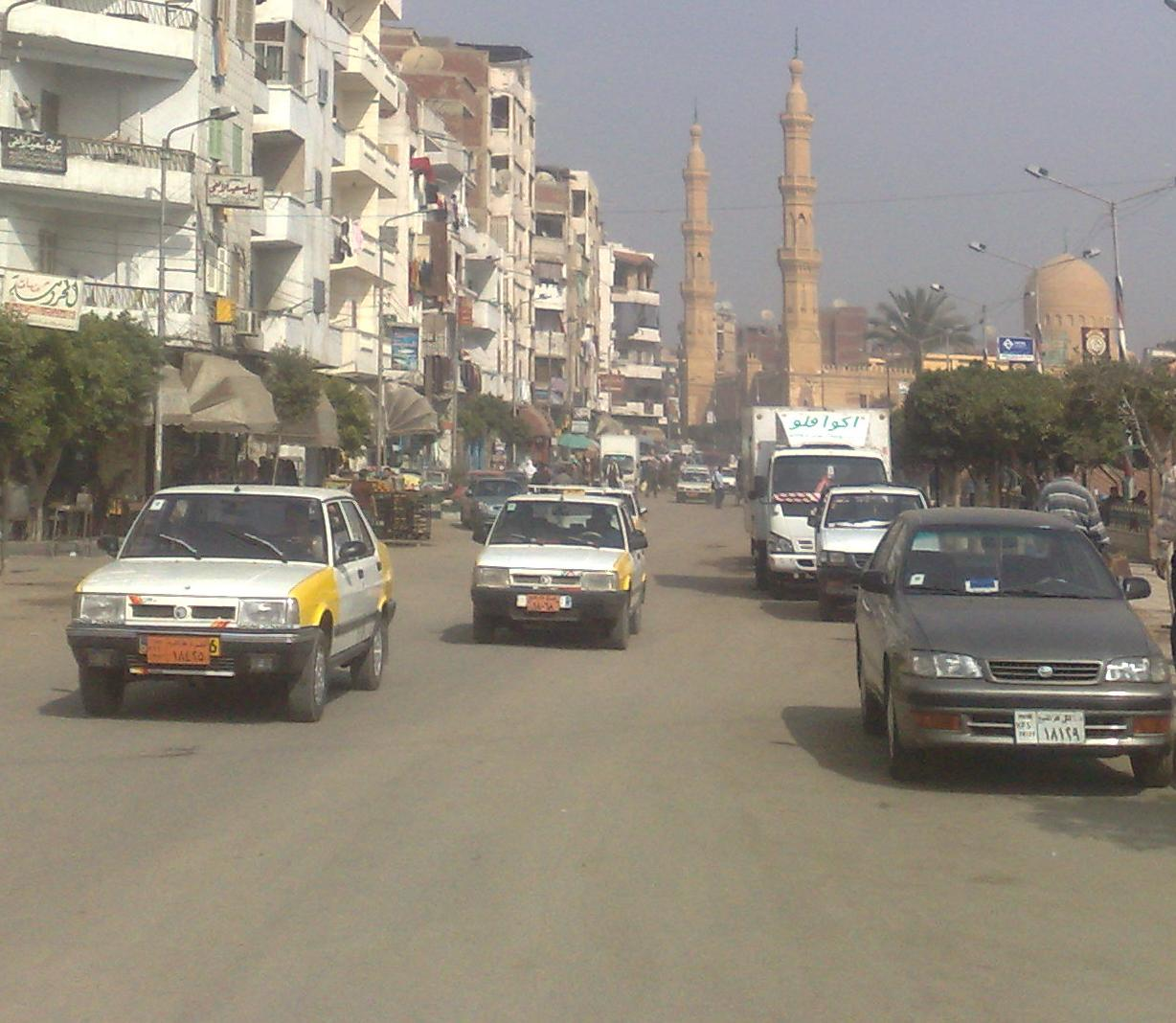
2 Taxis Nasr Shahin au Caire

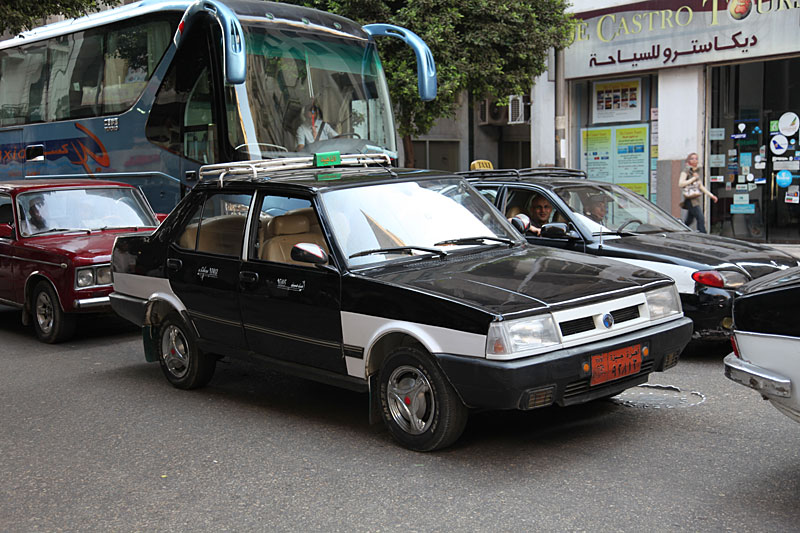
Nasr Shahin taxi et Fiat 125 rouge au Caire (Août 2009)

## Les modèles Nasr récents
- Nasr 128 GLS 1300 : basée sur la Fiat 128, série 3 de 1976, puis sur la Zastava Z 128
- Nasr Florida 1400 : basée sur la Zastava-Yugo Florida dérivée de la Fiat Tipo,  fabriquée en Serbie jusqu'en 2008,
- Nasr Sahin 1400 et 1600 SL : basée sur la Fiat 131 badgée Tofaş Şahin en Turquie.

## Les modèles construits dans le passé
À partir de 1962 :
- Nasr 1100 : basée sur les anciennes Fiat 1100-103D et Fiat 1100R,
- Nasr 1300/1500, basée sur la série Fiat 1300/1500,
- Nasr 125 : basée sur la Fiat 125 entre 1968 et 1972.

À partir de 1972, la Fiat Polski 125P remplace la Fiat 125, dont la fabrication est arrêtée en Italie, remplacée par la Fiat 132.
En 1973, débute l'assemblage de la Fiat 128. Ce modèle sera assemblé à partir d'éléments en provenance d'Italie jusqu'en 1980. En 1974 elle est épaulée par la Zastava 101, dérivée de la Fiat 128, mais fabriquée en Serbie (ex Yougoslavie), jusqu'en 2003. Depuis avril 2003, c'est de nouveau le modèle 128 GLS, provenant des usines Zastava qui est assemblé au rythme de 3 000 exemplaires par an.
En 1974, la Seat 133 est aussi assemblée, sa présence sur le marché sera effective jusqu'en 1979. L'usine sera agrandie à cette occasion pour assurer sa production. Au total ce sont un peu plus de 25.000 exemplaires qui y seront assemblés.
En 1983 la FSO Polonez remplace la 125P et la Fiat Regata est aussi assemblée.
À partir de 1993, El Nasr négocie avec la filiale turque de Fiat Auto, Tofaş, pour assembler sur place les dérivés des Fiat 131, les Tofaş 131 Doğan et Kartal - version berline et station wagon de la Fiat 131 turque. Elle est restée au catalogue jusqu'à la cessation de l'activité de la société en 2009.
À partir de 1996, la Tofas Tempra, dérivée de la Fiat Tempra viendra épauler la 131 ; sa fabrication s'arrêtera en 1999.
À partir de 2002, Zastava devait livrer des Florida et des 128 GLS en CKD pour y être assemblées au rythme de 3 000 exemplaires par an.

## Production
| Année | Production |  | Année | Production |  | Année | Production |  | Année | Production |  | Année | Production |
| ----- | ---------- |  | ----- | ---------- |  | ----- | ---------- |  | ----- | ---------- |  | ----- | ---------- |
| 1960  | -          |  | 1961  | ?          |  | 1962  | 863        |  | 1963  | 3.806      |  | 1964  | 4.527      |
| 1965  | 4.004      |  | 1966  | 1.615      |  | 1967  | 108        |  | 1968  | 758        |  | 1969  | 2.325      |
| 1970  | 3.590      |  | 1971  | 5.750      |  | 1972  | ?          |  | 1973  | ?          |  | 1974  | ?          |
| 1975  | ?          |  | 1976  | ?          |  | 1977  | ?          |  | 1978  | ?          |  | 1979  | ?          |
| 1980  | ?          |  | 1981  | ?          |  | 1982  | ?          |  | 1983  | ?          |  | 1984  | ?          |
| 1985  | ?          |  | 1986  | ?          |  | 1987  | ?          |  | 1988  | ?          |  | 1989  | ?          |
| 1990  | ?          |  | 1991  | ?          |  | 1992  | ?          |  | 1993  | ?          |  | 1994  | ?          |
| 1995  | ?          |  | 1996  | ?          |  | 1997  | ?          |  | 1998  | ?          |  | 1999  | ?          |
| 2000  | 3.201      |  | 2001  | 3.275      |  | 2002  | 1.903      |  | 2003  | 1.418      |  | 2004  | 5.898      |
| 2005  | ?          |  | 2006  | ?          |  | 2007  | ?          |  | 2008  | ?          |  | 2009  | ?          |

Nota : le tableau est incomplet en raison des difficultés rencontrées pour obtenir des chiffres cohérents entre toutes les sources. Les quantités indiquées sont celles incontestables de l'OICA.
Le nombre global de véhicules automobiles assemblés de 1961 jusqu'à 2005, selon les différentes sources connues, dont l'OICA, est de 402.536 unités.